# Медицински факултет Универзитета у Београду
Медицински факултет је високошколска установа Универзитету у Београду. Свечано је отворен 9. децембра 1920. говором професора Милана Јовановића Батута у свечаној сали Универзитета. Након тога је приступним предавањем др Ника Миљанића, професора анатомије означен почетак наставе на Факултету.
Настава на Медицинском факултету је требало да почне 1914. године али је то осујетио Први светски рат. На Дан државности Србије 2020. године, у години када Медицински факултет обележава стогодишњицу оснивања, одликован је Сретењским орденом првог реда.

## Катедре и институти
Своју делатност факултет обавља у својим наставним базама.
На факултету постоје следећи институти и одговарајуће катедре:
Институти:
- Институт за хемију у медицини
- Институт за биофизику у медицини
- Институт за биологију и хуману генетику
- Институт за анатомију
- Институт за хистологију и ембриологију
- Институт за медицинску физиологију
- Институт за биохемију
- Институт за микробиологију и имунологију
- Институт за патолошку анатомију
- Институт за патолошку физиологију
- Институт за епидемиологију
- Институт за фармакологију, клиничку фармакологију и токсикологију
- Институт за хигијену и медицинску екологију
- Институт за судску медицину
- Институт за социјалну медицину
- Институт за медицинску статистику и информатику

Предмети катедре:
- Хуманистичких наука (Медицина и друштво - Медицинска социологија и Медицинска етика; Енглески језик, Латински језик; Увод у науку; Историја медицине; Комуникација у медицини; Становништво, екологија, медицина; Биоетика; Биоетика хумане сексуалности)
- Медицина рада
- Физикална медицина и рехабилитација
- Интерна медицина
- Радиологија
- Основи онкологије
- Нуклеарна медицина
- Инфективне болести
- Неурологија
- Психијатрија
- Дерматовенерологија
- Хирургија
- Оториноларингологија са максилофацијалном хирургијом
- Офталмологија
- Гинекологија и акушерство
- Педијатрија

Наставне базе Медицинског факултета:
- Клинички центар Србије, са својим клиникама и институтима
- Центар за опекотине, пластичну и реконструктивну хирургију
- Институт за алергологију и имунологију
- Институт за анестезиологију и реаниматологију
- Институт за ендокринологију, дијабетес и болести метаболизма
- Институт за хематологију
- Институт за кардиоваскуларне болести
- Институт за неурохирургију
- Институт за ортопедску хирургију и трауматологију
- Институт за плућне болести и туберкулозу
- Институт за болести дигестивног система
- Институт за ендокринологију, дијабетес и болести метаболизма
- Клиника за гастроентерологију и хепатологију
- Клиника за нефрологију института за урологију и нефрологију
- Универзитетска дечја клиника
- Клиничко - болнички центар - Звездара
- Клиничко - болнички центар - Земун
- КБЦ „Др Драгиша Мишовић“ - Београд
- Клиника за хирургију
- Клиника за интерну медицину
- Институт за мајку и дете - Нови Београд
- Институт за ментално здравље - Београд
- Реуматолошки институт - Београд
- Специјална ортопедска болница - Бањица
- КБЦ „Бежанијска Коса“
- Клиника за хирургију
- Клиника за интерну медицину
- Институт за неонатологију
- Институт за онкологију
- Институт за кардиоваскуларне болести Дедиње
- Клиника за кардиоваскуларне хирургију
- Клиника за интерну медицину
- Гинеколошко-акушерска клиника „Народни фронт“

У оквиру факултета постоји Музеј анатомије човека Медицинског факултета у Београду.

## Декани
Декани Медицинског факултета од оснивања су:
- Милан Јовановић Батут 1920/21.
- Војислав Суботић 1921/22.
- Ђорђе Јоановић 1922/23, 1925/26, 1927—29.
- Рихард Буријан 1923/24, 1926/27, 1933/34.
- Ђорђе Нешић 1924/25, 1930—32.
- Александар Игњатовски 1929/30.
- Димитрије Антић 1932/33.
- Александар Радосављевић 1934/35.
- Милош Богдановић 1935/36.
- Александар Костић 1936—39.
- Коста Тодоровић 1939/40.
- Јеврем Недељковић 1945/46.
- Војислав Арновљевић 1946—48.
- Бранко Шљивић 1948—50, 1957/58.
- Александар Ђорђевић 1950/51.
- Владимир Спужић 1951/52.
- Бранислав Станојевић 1952—54.
- Милутин Нешковић 1954—57.
- Јулијана Богићевић 1958/59, 1962—64.
- Радивоје Беровић 1959—62.
- Војислав Даниловић 1964—67.
- Борислав Божовић 1967—72.
- Иван Станковић 1972—74.
- Божица Ротовић 1974—76.
- Михајло Чемерикић 1976—78.
- Светислав Костић 1978—80.
- Љубисав Ракић 1980—84.
- Јован Мићић 1984—87.
- Предраг Ђорђевић 1987—91.
- Радивоје Грбић 1991—2000.
- Слободан Апостолски 2000—02.
- Владимир Костић 2002—04.
- Богдан Ђуричић 2004—08.
- Владимир Бумбаширевић 2009—12.
- Небојша Лалић 2012-20.
- Лазар Давидовић 2020-24.
- Татјана Симић 2024-